# NGC 5292
NGC 5292 est une vaste galaxie spirale située dans la constellation de la Centaure. Sa vitesse par rapport au fond diffus cosmologique est de 4 735 ± 20 km/s, ce qui correspond à une distance de Hubble de 69,8 ± 4,9 Mpc (∼228 millions d'al). NGC 5292 a été découverte par l'astronome britannique John Herschel en 1835.
La classe de luminosité de NGC 5292 est I-II et elle présente une large raie HI. Selon la base de données Simbad, NGC 5292 est une galaxie LINER, c'est-à-dire une galaxie dont le noyau présente un spectre d'émission caractérisé par de larges raies d'atomes faiblement ionisés.
En raison d'une brillance de surface égale à 14,06 mag/am2, on peut qualifier NGC 5292 de galaxie à faible brillance de surface (LSB en anglais pour low surface brightness). Les galaxies LSB sont des galaxies diffuses (D) avec une brillance de surface inférieure de moins d'une magnitude à celle du ciel nocturne ambiant.
À ce jour, une mesure non basée sur le décalage vers le rouge (redshift) donne une distance d'environ 38,800 Mpc (∼127 millions d'al). Cette valeur est loin à l'extérieur des valeurs de la distance de Hubble. Notons que c'est avec la valeur moyenne des mesures indépendantes, lorsqu'elles existent, que la base de données NASA/IPAC calcule le diamètre d'une galaxie.
Une mesure non basée sur le décalage vers le rouge (redshift) donne une distance d'environ 38,800 Mpc (∼127 millions d'al). L'incertitude sur cette valeur n'est pas donnée sur la base de données NED et elle est loin à l'extérieur des valeurs de la distance de Hubble.

## Groupe d'IC 4329
Selon A.M. Garcia, la galaxie NGC 5292 fait partie d'un groupe de galaxies qui compte au moins 24 membres, le groupe d'IC 4329. Parmi ces galaxies, se trouve NGC 5291, NGC 5298, NGC 5328, NGC 5357, IC 4319, IC 4326, IC 4328, IC 4329, IC 4329A (PGC 49051), treize galaxies du catalogue ESO et trois galaxies du catalogue PGC. PGC 48894 ne fait pas partie de la liste de Garcia. Il faut donc l'ajouter à ce groupe, car elle forme une paire de galaxies avec NGC 5291.